# Trittico Cagnola
Il Trittico Cagnola è un dipinto a tempera e oro su tavola (39x42 cm) di Jacopo del Casentino, firmato, databile al 1325-1330 circa, e conservato nella Galleria degli Uffizi a Firenze.

## Storia
Si tratta di un raro altarolo portatile, usato per la devozione privata nelle abitazioni e durante i viaggi. Pervenne agli Uffizi nel 1948 tramite donazione di Guido Cagnola. Si tratta dell'unica opera firmata dell'autore.
Datata tradizionalmente al 1340 circa, è stata anticipata agli anni venti del secolo da Miklós Boskovits, per certi arcaismi che si ritrovano anche in altre opere giovanili dell'autore.

## Descrizione e stile
Il trittichetto, dalla forma cuspidata con due ante richiudibili, mostra al centro una Maestà, cioè una Madonna in trono col Bambino. La rappresentazione deriva evidentemente dalla Maestà di Ognissanti di Giotto, con un'analoga impostazione e alcune citazioni, come la Madonna dalle forme dilatate sotto il manto scuro e il trono traforato, in prospettiva centrale intuitiva. Ai lati della Vergine si trovano quattro angeli e i santi Bernardo da Chiaravalle e Giovanni Battista. Curiosa è la forma del gradino alla base del trono, con una sporgenza esagonale. Il pavimento imita le venature del marmo. In basso, sul bordo dello scomparto centrale, si trova la firma dell'autore. Negli sportelli laterali, arricchiti da punzonature, si trovano vari episodi. Quello sinistro è ripartito tra le Stimmate di san Francesco nella parte superiore e le sante Margherita d'Antiochia e Lucia a tutta figura in quello inferiore. Quello destro mostra una Crocifissione con angeli che raccolgono il sangue delle ferite di Cristo (anche questo un motivo giottesco presente nella Cappella degli Scrovegni) e i dolenti alla base, sullo sfondo della roccia del monte Golgota, con l'immancabile teschio.
La scelta delle figure, soprattutto nello sportello, doveva essere legata al nome e alla devozione particolare del committente e dei suoi familiari.
Lo stile si lega a una tendenza "miniaturistica", come descrisse Richard Offner.